# Matts
Matts ist als Variante von Mats ein skandinavischer männlicher Vorname; er kommt auch in Finnland, insbesondere aber in Schweden vor. In patronymischer Bildung von Matts abgeleitet ist der Familienname Mattsson.

## Bekannte Namensträger
- Matts Andersson (* 1975), schwedischer Fußballspieler
- Matts Olsson (* 1988), schwedischer Skirennläufer